# Цыганов, Вадим Борисович
Вади́м Бори́сович Цыгано́в (род. 30 мая 1963, Стерлитамак) — русский поэт, продюсер, дизайнер, актёр, музыкальный продюсер, поэт-песенник, сценарист, художник, скульптор, писатель
, коллекционер, дизайнер интерьера домов, муж и продюсер певицы Вики Цыгановой.

## Биография
В 1984 году закончил актёрский факультет ГИТИС (мастерская В. Андреева).
Служил в Театре имени Ермоловой и в Московском областном театре, писал сценарии.
Работал директором группы «Ласковый май».
В 1990 году начинает сотрудничать с певицей Викторией Жуковой и с композитором Юрием Прялкиным, в 1991 году под именем Вики Цыгановой выходит первый альбом «Гуляй, анархия», Вадим стал продюсером своей жены, пишет стихи к её песням.
Автор памятников святому Андрею Первозванному в Севастополе и на Курильских островах, автор Поклонного православного креста, установленного в урочище Ганина Яма, в монастыре Святых царственных страстотерпцев, автор памятника Александру Невскому в Калининграде.
Создал «Музей русских морских путешественников» на своей яхте «Святая Виктория», которая представляет собой двухмачтовый парусник длиной 22 метра. Яхта названа в честь жены и стоит в Имеретинке.
Занимается дизайном и интерьером домов, музеев. Делал проекты для первых лиц правительства, Виктора Вексельберга, Олега Дерипаски, Музея русских морских путешественников (Сочи), Саввино-Сторожевский монастырь (Провиантская башня). Имеет высшие награды выставок «Дизайн и мебель».
Вадим Цыганов писал песни для Александра Домогарова, Игоря Слуцкого, для Михаила Круга сочинил альбом, начал с песни «Приходите в мой дом». Является членом Союза писателей России (книги «Приходите в мой дом», «Масленица» и «Пегас»).
В 2010 году организовал трехнедельный благотворительный поход на яхте «Святая Виктория» из Индийского в Атлантический океан вместе с путешественником Фёдором Конюховым и женой Викой Цыгановой. Поход «Святой Виктории» позволил начать строительство храма Фёдора Ушакова.
Организатор выставок художественных работ Фёдора Конюхова: в 2019 году в Русском художественном музее в Санкт-Петербурге, Краевом художественном музее в Хабаровске и Музее Мирового океана в Калининграде.

## Общественная позиция
В 2014 году поддержал аннексию Крыма Россией. В феврале 2022 года поддержал вторжение России на Украину. В марте сообщил, что готов поехать добровольцем на войну с Украиной. Написал песню, посвящённую ЧВК «Вагнер», которую исполнила его супруга Вика Цыганова. Осудил деятелей культуры с антивоенной позицией, также призвал применить «закон военного времени» к актёру Артуру Смольянинову, покинувшему Россию из-за своей антивоенной позиции.
В октябре 2023 года вышло интервью Юрию Дудю Вадима Цыганова и его супруги. В разговоре с журналистом Цыганов заявил что поддерживает войну на Украине из-за православия, веры в ряд конспирологических теорий, в том числе о существовании мирового правительства которое обмануло Владимира Путина, а также об уважении к наёмникам ЧВК «Вагнер». 

## Семья
- Жена — Вика Цыганова — певица, детей у них нет. Живут вместе с женой в собственном доме недалеко от Зеленограда в деревне Мышецкое, рядом с озером Круглым[21].

## Известные песни
- Русская водка
- Балалайка-зараза
- Приходите в мой дом (Михаил Круг)
- Любовь и смерть
- Калина красная
- Гроздья рябины
- Лето пьяное
- Фёдор гребёт
- Золотые купола (Михаил Круг)
- Андреевский флаг
- Только для тебя (Михаил Круг)
- Сочи

### Песни в поддержку вторжения России в Украину
- ЧебуРашка Всё будет как надо!
- Это родина моя
- Вагнер
- Огонь перемен

## Фильмография
- 1983 — Ложь на длинных ногах (фильм-спектакль) — сосед

Участие в фильмах
- 2006—2007 — Как уходили кумиры (документальный) — Михаил Круг

## Награды
- Медаль «За защиту Республики Крым» (2016)[22]